# تفشي حمى الضنك في سنغافورة 2020
تفشي حمى الضنك في سنغافورة 2020 تم الإبلاغ عن رقم قياسي لحالات حمى الضنك في سنغافورة. كان هذا جزءًا من وباء حمى الضنك الأوسع للفترة 2019-2020 والذي أثر أيضًا على العديد من البلدان المجاورة في جنوب شرق آسيا.
بدأت سلالة غير شائعة محليًا من فيروس حمى الضنك - سلالة سيكون السكان المحليون أكثر عرضة للإصابة بها - في الظهور في نهاية عام 2019. وقد ساهم هذا في ارتفاع عدد الأشخاص المصابين في أربع سنوات في الأسابيع الستة الأولى من عام 2020، مما أدى إلى إنشاء خط أساس مرتفع لحدوث المرض حتى قبل بداية موسم الذروة لحمى الضنك في منتصف العام. كان هناك ارتفاع حاد في معدل الإصابة بدءًا من مايو، وبحلول أوائل يوليو كان من المتوقع أن يتجاوز العدد الإجمالي للحالات لهذا العام الرقم المرتفع السابق البالغ 22.170 المسجل في تفشي عام 2013. سيصل معدل الإصابة الأسبوعي بالمرض إلى ذروته التاريخية عند 1792 حالة جديدة خلال الأسبوع الممتد من 19-25 يوليو. دفعت هذه الزيادة في الإصابات العدد التراكمي للحالات إلى 22403 في 5 أغسطس 2020، محطمة الرقم القياسي لعام 2013. في 14 أكتوبر وصل عدد الوفيات بسبب حمى الضنك إلى 28 متجاوزًا الرقم القياسي السابق من اندلاع 2005.
انتهى العام بإجمالي 35.315 حالة إصابة بحمى الضنك، بما في ذلك 54 حالة من حمى الضنك النزفية وهي شكل أكثر خطورة من المرض. نُسبت 32 حالة وفاة إلى المرض.